# طلاب التمريض بلا حدود
منظمة «طلاب التمريض بلا حدود» منظمة غير حكومية دولية غير ربحية ذات صلة بالرعاية الصحية، أنشأها ويقودها طلاب تمريض بالاشتراك مع ميادين العلوم والمعونة الإنسانية ذات الصلة، وتركز على تحسين الظروف المعيشية التي يوجد فيها فقر على الصعيد الدولي وفي الولايات المتحدة. تأسست في جامعة فرجينيا في عام 1999، أنشأت NSWB دستور يوفر طريقة تكرار الذات من القيادة التي تم اعتمادها من قبل العديد من الجامعات في جميع أنحاء البلاد بما في ذلك جامعة فرجينيا الكومنولث، جامعة جيمس ماديسون، جامعة بوردو، جامعة ماساتشوستس لويل، جامعة أوريغون الصحة والعلوم جامعة.هارتويك كلية (أوونتا، نيويورك)، ولاية أوهايو، كلية سياتل المركزية المجتمعية، كلية المسيح، وجامعة MCPHS.
منذ عام 1999، سافرت مختلف فروع NSWB إلى السلفادور وبليز وغانا وهايتي وجامايكا وروسيا والإكوادور وغواتيمالا وفي المناطق الفقيرة المحيطة بهذه الفروع. ولكي تظل الهيئة حرة في تعزيز الصحة في المناطق المتوترة سياسياً في جميع أنحاء العالم، تظل مستقلة عن أي انتماء سياسي أو حكومي. يتم التبرع بجميع الأموال للهيئة غير الربحية ولا يتم دفع أي طرف داخل المجموعة لتقديم الخدمات.

## التاريخ
تأسست منظمة طلاب التمريض بلا حدود في صيف عام 1999 من قبل طلاب مدرسة التمريض في جامعة فرجينيا (UVA) في السنة الثالثة ماثيو والدن، إيستر ميلر، آن ماوشهامر، بريدجيت كوتشكوفسكي، تيري وودارد، روزاليند ديلسير، وبوب واتكينز واثنين من أعضاء المجتمع شارلوتسفيل، توماس «رودي» هيوز، دينار وناثان س. ايفي، دكتوراه.

## الأنشطة
يقدم فريق الرعاية الصحية متعدد التخصصات مجموعة رئيسية من دعم الحفاظ على الصحة للمجتمعات المختارة محلياً ودولياً. ويشمل ذلك تقييم حالات الطوارئ الصحية العامة، والامراض المزمنة، واحتياجات المرضى الفردية، وتطوير خطط الرعاية، وتوفير رعاية مستمرة خلال وقت محدد. تشمل أنواع الرعاية المقدمة التثقيف الصحي للجسم بأكمله، ورعاية الجرح، ورصد الأمراض المجتمعية مثل السكري وارتفاع ضغط الدم والأمراض المنقولة جنسياً والملاريا وسوء التغذية والأمراض المنقولة بالدم والأنفلونزا فضلاً عن تنظيم الأسرة ورعاية الأم والطفل وتقييم نغمات قلب الجنين وعمر الحمل.
وقد اضطلع الفرع التأسيسي لمنظمة «طلاب التمريض بلا حدود» بمبادرة أكبر لتقديم الدعم لبناء عيادة طبية للصليب الأحمر في سان سيباستيان، سان فيسينتي، السلفادور. يحتوي فصل UVA أيضًا على برنامج التوعية الأكثر شمولاً لجميع فصول NSWB. وابتداء من عام 2000، سافرت مبادرة السلفادور إلى سان سيباستيان 11 مرة؛ كما بدأت مبادرة صحة المهاجرين، ابتداء من عام 2000، تقديم المساعدة المحلية لمخيمات المهاجرين في شارلوتسفيل، فيرجينيا؛ وفي الفترة بين عامي 2001 و 2002، أكملت مبادرة روسيا رحلتين إلى كيسمولوفسكي، روسيا؛ وفي عام 2004، عملت مبادرة جنوب أفريقيا مع العيادات المحلية، وقدمت التثقيف الصحي بشأن مختلف المواضيع، وقدمت الإمدادات اللازمة في مبادرة جنوب أفريقيا إلى مجتمع محلي في ثهوياندو، مقاطعة ليمبوبو.